# 南钥岛

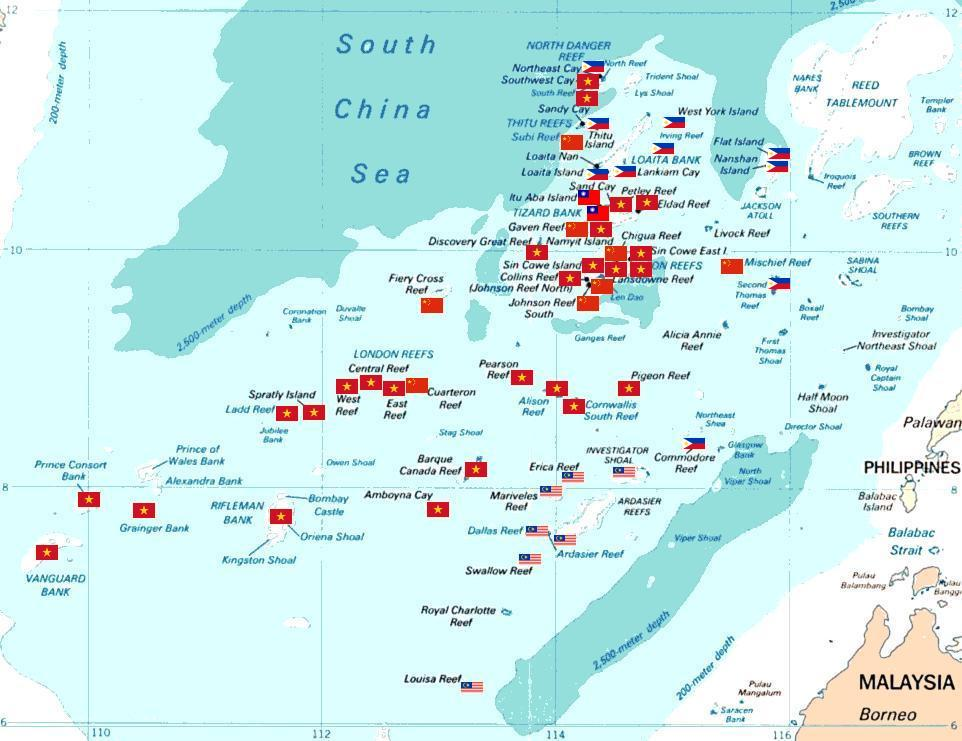
南海周邊諸國於南沙群島各島礁及沙洲的駐軍情況。

南鑰島（英語：Loaita Island），位於南沙群島中的島嶼，目前由菲律賓政府控制，中華民國、中華人民共和國及越南社會主義共和國等國均聲稱對此島擁有主權。中国渔民向稱之為「第三峙」。

## 歷史
- 中国渔民向稱南鑰島為「第三峙」。
- 1935年，中華民國水陸地圖審查委員會公佈名稱為「羅灣島」。[2]
- 1939年，日本佔領南沙群島，把南沙群島為命名為「新南群島」，並把南鑰島命名為「中小島」。[3]
- 1947年，中華民國內政部方域司公佈名稱為「南鑰島」。[2]
- 1968年，菲律賓佔領南鑰島。[4]
- 1994年，中菲海軍在南鑰島海域有場小規模的衝突，其結果菲2艘炮艇被擊沉，數名士兵死亡。[4]

## 地理位置
- 位於道明群礁南部邊緣。南距太平島約18海浬處。

## 地質地形
- 島形呈三角形，最高點海拔2米，為南沙群島中地勢最低的島嶼。
- 全島直徑約200多米，總面積約0.08平方公里。

## 島上狀況
- 人口：目前有菲律賓軍隊駐守。
- 有菲方建立的建築物。

## 外部連結
- 在GOOGLEMAP查看南鑰島位置